# سنگ‌نگاره دره مسگ
سنگ نگاره دره مسگ مربوط به دوران‌های تاریخی پس از اسلام است و در شهرستان درمیان، روستای مسگ واقع شده و این اثر در تاریخ ۱۹ اسفند ۱۳۸۰ با شمارهٔ ثبت ۴۹۰۶ به‌عنوان یکی از آثار ملی ایران به ثبت رسیده است.